# Vol Ural Airlines 1383
Le 12 septembre 2023, le vol Ural Airlines 1383, un Airbus A320 de la compagnie aérienne russe Ural Airlines, a effectué un atterrissage d'urgence dans un champ, à court de carburant, près de Novossibirsk, en Russie. Des 159 passagers et six membres d'équipage à bord, seules quatre personnes ont été très légèrement blessées.

## Avion

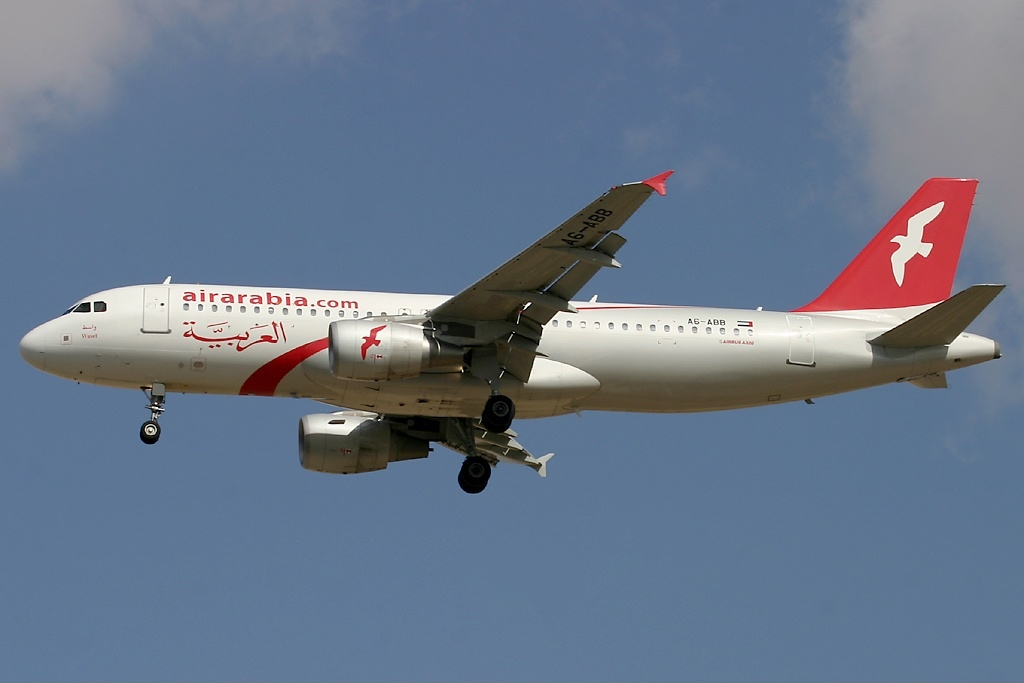
L'appareil impliqué dans l'incident, ici en service pour Air Arabia (immatriculation A6-ABB), photographié en janvier 2005.

L'appareil impliqué était un Airbus A320-214, immatriculé RA-73805 (numéro de série 2166) et équipé de deux turboréacteurs à double flux de type CFM International CFM56-5B4/P. Il a effectué son premier vol en février 2004 et a été livré peu après à Air Arabia en mars 2004, avec comme immatriculation A6-ABB. En mars 2011, l'avion est acquis par Air Arabia Maroc et réimmatriculé CN-NME. Puis, en mai 2013, il a été livré à Ural Airlines et réimmatriculé VP-BMW. Il a été réinscrit au registre russe sous le numéro RA-73805 en mars 2022, à la suite de l'invasion russe de l'Ukraine.

## Déroulement des faits
À la suite d'un problème hydraulique lors de son approche sur Omsk, sa destination, et craignant de ne pas pouvoir freiner suffisamment, les pilotes ont décidé de se dérouter vers Novossibirsk, qui dispose d'une piste plus longue (3 600 m). 
Mais les trappes de train sont restées ouvertes, et la consommation de carburant ayant été plus élevée que prévu, ils ne pouvaient plus atteindre Novossibirsk. Ils ont alors repéré un site d'atterrissage de fortune et réussi à s'y poser. Seul le train avant a été endommagé,.
La compagnie à envisagé fin 2023 de le faire redécoller de son champ au printemps 2024, après des essais notamment sur le train d'atterrissage avant de se rendre à la raison en janvier 2024 et de prévoir son démantèlement. L'annonce du début de son démantèlement à lieu le 6 septembre 2024, il doit être achevé à la fin de l'année, les pièces détachées seront réutilisées.

## Enquête
L'Agence fédérale du transport aérien (Rosaviatsiya), a ouvert une enquête sur l'accident, tandis que la Commission d'enquête de Russie a ouvert une enquête pénale distincte en vertu de l'article 263 du Code pénal russe ( violation des règles de sécurité routière et exploitation du transport aérien ). Les deux pilotes ont été interdits de vol jusqu'à ce que l'enquête soit terminée.
Le 11 avril 2024, en terminant son enquête, Rosaviatsiya indique que l’incident résultait de multiples violations et erreurs commises par l’équipage. Et recommandé qu’Ural Airlines, entre autres, envisage des mesures punitives à l’encontre des personnes chargées d’assurer la sécurité des vols. La décision de leur licenciement ou de leur maintien sera prise par le conseil d’administration de la compagnie aérienne, .